# Sam Cassell
Samuel (Sam) James Cassell és un jugador de bàsquet estatunidenc, que en l'actualitat juga en l'equip dels Boston Celtics de l'NBA. Va néixer el 18 de novembre de 1969 a Baltimore, Maryland. Fa 1,91 metres i juga de base. Aquesta és la catorzena temporada que juga professionalment.

## Trajectòria esportiva

### Universitat
Va jugar durant dos anys en la Universitat Estatal de Florida, en els quals promitjà 18,3 punts, 4,4 rebots i 4,4 assistències per partit.

### Professional
Va ser triat en el lloc 24 de la primera ronda del Draft de l'NBA de 1993 pels Houston Rockets, on va jugar tres temporades, ajudant al seu equip en la consecució de dos anells de campió, el 1994 i 1995. després de ser traspassat, en la temporada 1996-97 va jugar en tres equips diferents: Phoenix Suns, Dallas Mavericks i, finalment, New Jersey Nets, on es va quedar dues temporades més. Al llarg de tota la seva carrera ha estat embolicat en diversos múltiples traspassos, alguna cosa sorprenent tenint en compte el seu rendiment, ja que, excepte les dues primeres temporades, sempre ha promitjat xifres entorn dels 16 punts i 8 assistències per partit, sent peça clau en cadascun dels equips pels quals ha passat. El 1999 és traspassat a Milwaukee Bucks, on romà fins a 2003, on de nou fa les maletes per a anar a jugar a Minnesota Timberwolves, equip que el 2005 el traspassa de nou als Clippers, on rendeix a un alt nivell en la seva primera temporada, duent al seu equip a les semifinals de la Conferència Oest.
La temporada 2006-2007, malgrat els seus 37 anys, seguia rendint a un bon nivell promitjant 12,5 punts i 4,8 assistències en gairebé 25 minuts de joc per partit.
Actualment juga amb els Boston Celtics.

#### Equips
- Houston Rockets (1993-1996)
- Phoenix Suns (1996)
- Dallas Mavericks (1996)
- New Jersey Nets (1997-1999)
- Milwaukee Bucks (1999-2003)
- Minnesota Timberwolves (2003-2005)
- Los Angeles Clippers (2005-)